# بخش مانستروس
بخش مانستروس (به سوئدی: Mönsterås kommun) یک ناحیه شهری در سوئد است که در شهرستان کالمار واقع شده‌است.

## خواهرخوانده
شهر لرته خواهرخواندهٔ بخش مانستروس هست.